# Elezioni presidenziali negli Stati Uniti d'America del 2000
Le elezioni presidenziali negli Stati Uniti d'America del 2000 si svolsero il 7 novembre. La sfida oppose il candidato repubblicano George W. Bush e il vicepresidente democratico uscente Al Gore. In termini di voto popolare prevalse quest'ultimo, ma i voti elettorali, 271 contro 266, furono favorevoli a Bush e ne determinarono l'elezione.

Voti nel Collegio Elettorale: George W. Bush/Dick Cheney (271); Al Gore/Joe Lieberman (266); Astensione (1).

La proclamazione del vincitore venne rinviata per molti giorni, poiché nello stato determinante della Florida fu necessario ricontare i voti, addirittura a mano. Bush ottenne la maggioranza in Florida con un distacco di appena 537 voti.

## Candidature
| Candidati  | Candidati            | Candidati      | Candidati           | Partito                         | Logo |
| Presidente | Presidente           | Vicepresidente | Vicepresidente      | Partito                         | Logo |
| ---------- | -------------------- | -------------- | ------------------- | ------------------------------- | ---- |
|            | George W. Bush (TX)  |                | Dick Cheney (WY)    | Partito Repubblicano            |      |
|            | Al Gore (TN)         |                | Joe Lieberman (CT)  | Partito Democratico             |      |
|            | Ralph Nader (CT)     |                | Winona LaDuke (MN)  | Partito Verde degli Stati Uniti |      |
|            | Pat Buchanan (VA)    |                | Ezola Foster (CA)   | Partito della Riforma           |      |
|            | Harry Browne (TN)    |                | Art Olivier (CA)    | Partito Libertario              |      |
|            | Howard Phillips (VA) |                | Curtis Frazier (MO) | Partito della Costituzione      |      |
|            | John Hagelin (IA)    |                | Nat Goldhaber (CA)  | Partito della Legge Naturale    |      |

## Risultati
| Candidati       | Candidati            | Partiti                         | Voti        | %     | Delegati |
| Presidente      | Vicepresidente       | Partiti                         | Voti        | %     | Delegati |
| --------------- | -------------------- | ------------------------------- | ----------- | ----- | -------- |
| George W. Bush  | Richard Bruce Cheney | Partito Repubblicano            | 50 456 002  | 47,86 | 271      |
| Al Gore         | Joe Lieberman        | Partito Democratico             | 50 999 897  | 48,38 | 267      |
| Ralph Nader     | Winona LaDuke        | Partito Verde degli Stati Uniti | 2 882 955   | 2,73  | –        |
| Pat Buchanan    | Ezola Foster         | Partito della Riforma           | 448 895     | 0,43  | –        |
| Harry Browne    | Art Olivier          | Partito Libertario              | 384 431     | 0,36  | –        |
| Howard Phillips | Curtis Frazier       | Partito della Costituzione      | 98 020      | 0,09  | –        |
| John Hagelin    | Nat Goldhaber        | Partito della Legge Naturale    | 83 714      | 0,08  | –        |
| Altri candidati | -                    | -                               | 51 186      | 0,05  | –        |
| Totale          | Totale               | Totale                          | 105 421 423 | 100   | 538      |

| Al Gore        |  | 48,38% |
| George W. Bush |  | 47,86% |
| Ralph Nader    |  | 2,74%  |
| Pat Buchanan   |  | 0,43%  |
| Harry Browne   |  | 0,36%  |
| Altri          |  | 0,22%  |

     Bush (271)
     Gore (266)
     Nessuno (1)

## Esito
Quando i risultati parziali cominciarono ad essere diffusi, fu subito chiaro che, a differenza di quanto accaduto in passato, l'esito del voto sarebbe rimasto incerto fino al quasi completamento degli scrutini. Con la sola eccezione dello stato della Florida, Bush aveva ottenuto la maggioranza dei voti in tutti gli stati meridionali con larghi margini, ed inoltre aveva ottenuto più voti anche in Ohio, Indiana e diversi stati della zona del Midwest e delle Montagne Rocciose.
Gore, invece, aveva vinto in tutti gli stati nordorientali (con la sola eccezione del New Hampshire), diversi stati dell'Upper Midwest e della costa del Pacifico (inclusa la California). Nella notte del 7 novembre, col passare delle ore, era divenuto ormai chiaro che sarebbe stata la Florida lo stato il cui vincitore sarebbe stato eletto presidente. La mattina dell'8 novembre, quando i risultati nazionali furono resi noti, Bush aveva ottenuto un totale di 246 voti elettorali mentre Gore, che si aggiudicò anche il Wisconsin (11 voti) e il Nuovo Messico (5 voti), entrambi con stretto margine, ne aveva ottenuti 260: servivano 270 voti per vincere. L'ultimo responso delle urne lo diede l'Oregon (possessore di 7 voti elettorali), in seguito vinto di misura dal vicepresidente, portando il proprio conteggio complessivo a 267 delegati. Tuttavia il caso più rilevante dal punto di vista mediatico era la Florida, che con i suoi 25 voti si rivelò essere lo stato decisivo ai fini della vittoria di uno dei due candidati. I risultati ufficiali non furono resi noti per oltre un mese, a causa delle difficoltà nella raccolta e nel riconteggio delle schede.

## Contestazioni
Il caso Bush vs Gore fu un caso giudiziario trattato dalla Corte Suprema degli Stati Uniti l'11 dicembre del 2000 e determinò il risultato delle elezioni presidenziali statunitensi del 2000. In tre separate sessioni di giudizio, i giudici decisero con una maggioranza di 7 a 2 che il riconteggio delle schede che stava avendo luogo in alcune contee della Florida doveva essere sospeso a causa di una mancanza di basi coerenti. In un'ulteriore sessione di giudizio fu stabilito con una maggioranza di 5 a 4 che non vi era tempo a sufficienza per stabilire le basi per un nuovo riconteggio che avrebbe potuto rispettare i termini elettorali nello stato della Florida.
La decisione della corte fermò il riconteggio dei voti e permise al segretario di stato della Florida Katherine Harris di validare la vittoria elettorale di George W. Bush in quello Stato. I 25 voti dei grandi elettori nella Florida diedero al candidato repubblicano la vittoria nelle elezioni presidenziali.

### Il retroscena
Le elezioni presidenziali ebbero luogo il 7 novembre del 2000. Secondo il sistema elettorale statunitense, ogni stato conduce le proprie consultazioni per la scelta del presidente e ogni candidato riceve un numero diverso di voti dei grandi elettori, a seconda dello stato in cui vince. Chi ottiene la maggioranza dei voti dei grandi elettori a livello federale è eletto presidente degli Stati Uniti d'America. Nel 2000, il numero dei voti dei grandi elettori necessari per la vittoria era 270.
L'8 novembre del 2000, il rapporto della divisione elettorale in Florida affermava che Bush aveva un margine di vittoria di 1784 voti, equivalente allo 0,5 % di scarto. Secondo lo statuto della Florida, una tale situazione richiedeva un riconteggio automatico dei voti. Tale processo risultò in una restrizione del margine di vittoria per Bush e il 10 novembre, terminato il riconteggio in tutte le contee tranne una, tale margine si era assottigliato fino a raggiungere 327 voti.
Le leggi elettorali della Florida consentono a un candidato di richiedere un riconteggio manuale dei voti espressi in una contea, cosa che Gore fece per quattro casi della Florida: Volusia, Palm Beach, Broward e Miami-Dade, che acconsentirono alla procedura. Tuttavia, secondo tali leggi, tutte le contee dovevano dichiarare i loro risultati al segretario di stato della Florida entro sette giorni dalle elezioni; molte di esse, che effettuavano il riconteggio manuale, credettero di non poter rispettare tale scadenza. Il 14 novembre, ultimo giorno a disposizione, la corte della Florida dichiarò tale termine come obbligatorio, permettendo però che le contee potessero emendare i loro risultati in una data successiva.

### Il caso
La disputa nel caso Bush vs. Gore venne portata davanti alla corte l'11 dicembre dagli avvocati di ambo le parti: per Bush dall'avvocato Theodore B. Olson, proveniente dal Distretto di Columbia e per Gore da David Boies. Data l'importanza del caso, la Corte Suprema espresse il suo verdetto solamente 16 ore dopo le udienze e le sorti del caso vennero strettamente legate alle sorti del caso "Bush v. Palm Beach County Canvassing Board".